# Пуйнь
Пуйнь, Пуйні (рум. Puini) — село у повіті Клуж в Румунії. Входить до складу комуни Джака.
Село розташоване на відстані 318 км на північний захід від Бухареста, 34 км на північний схід від Клуж-Напоки.

## Населення
За даними перепису населення 2002 року у селі проживали 123 особи.
Національний склад населення села:
| Національність | Кількість осіб | Відсоток |
| -------------- | -------------- | -------- |
| румуни         | 70             | 56,9%    |
| угорці         | 52             | 42,3%    |

Рідною мовою назвали:
| Мова      | Кількість осіб | Відсоток |
| --------- | -------------- | -------- |
| румунська | 70             | 56,9%    |
| угорська  | 52             | 42,3%    |